# Giovanni Cau

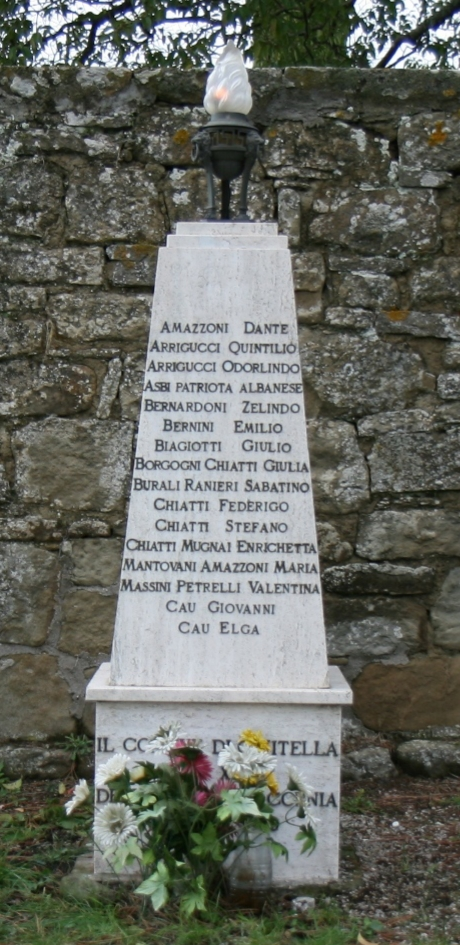
Minnessten i Civitella över stupade 30 juni 1944.

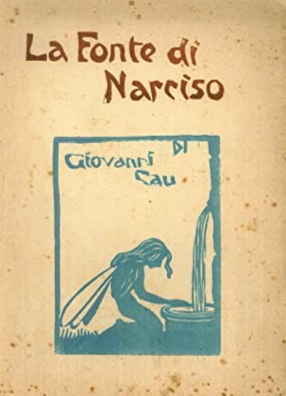
Bokomslaget till La fonte di Narciso 1927.

Giovanni Cau, född 1892 i Cagliari, död 30 juni 1944 i Civitella in Val di Chiana, var en italiensk naturvetare, författare, lärare och professor i matematik.

## Biografi
Efter att han avlagt examen i naturvetenskap 1920 flyttade han till Florens där han arbetade som lärare hos piaristerna. I Florens träffade han den svenska konstnären Helga Elmqvist som 1928 kom att bli hans hustru. Hennes konst kom att få ett stort inflytande över Caus författarverksamhet, dels i hennes illustrationer men även genom hennes kunskap om nordisk kultur och sagorepertoarer som hon delade med sig. Hans första sagobok Troll som illustrerades av hans hustru publicerades 1929 och följdes senare av sagoboken Micione. Caus mest kända bok är La Fonte di Narciso som publicerades 1927 och där några kapitel utgavs på nytt 1993 under titeln Jazz Band. Han var dessutom författare av skoltexter.
För att undgå striderna under andra världskriget lämnade paret Florens och reste till sitt lantställe i Civitella i Arezzo. Vistelsen var inte helt problemfri eftersom partisanerna misstänkte att Helga var tysk spion, eftersom hon ibland anlitades som tolk. Därefter anklagades paret av tyskarna för att vara partisaner, bland annat på grund av tolkinsatser för partisanerna. Under deras tid i Civitella dödades tre tyska soldater, och som hämnd dödades 244 civila, däribland i Helga Elmqvist-Cau och Giovanni Cau, på order av kapten Heinz Barz från  division Hermann Göring. I mars 1950 påträffades liken efter makarna Cau i ett dike i Fornace Focardi i närheten av Monte San Savino.